# Kompleks Bajazida I.
Mošeja Bajazida I. (turško Yıldırım Camii ali Yıldırım Bayezid Camii) je zgodovinska mošeja v Bursi v Turčiji, ki je del velikega kompleksa (külliye), ki ga je zgradil osmanski sultan Bajazid I. (Yıldırım Bayezid – Bajazid Gromovnik) med letoma 1391– 1395. Je v metropolitanski četrti Burse Yıldırım, ki je prav tako poimenovana po istem sultanu. Po potresu v Bursi leta 1855 je bila obsežno prenovljena.

## Arhitektura
Mošeja obsega osrednjo dvorano z veliko kupolo, ki jo na vzhodu in zahodu obdajata ivana z manjšimi kupolami in še en velik ivan s kupolo in mihrabom na jugu.
Na severni in južni strani ivana so štiri sobe s kamini in omarami. Do južnih prostorov se dostopa neposredno iz osrednje dvorane, do severnih prostorov pa skozi majhne veže. Vsak severni prostor vsebuje tudi dve niši ob straneh, do katerih se dostopa skozi veže. Vhodna dvorana mošeje ima visoke kupolaste stropove. Zadnji molitveni del (polodprt del mošeje na severnem koncu) je zgrajen s petimi pododseki in vsak pododdelek je pokrit s svojo kupolo.
V Yıldırım Camii so bili vsi trije ivani zgrajeni tri stopnice višje od osrednje dvorane. Yıldırım Camii je bila prva stavba, kjer je bil implementiran lok Bursa. Ta sploščen lok je med osrednjo dvorano in južnim ivanom ter povezuje in podpira dve veliki kupoli. Ob straneh mošeje sta dva minareta. Za razliko od podobnih mošej tistega časa v Bursi, je bila Yıldırım Camii v celoti zgrajena iz dimenzijskih kamnov, opeke pa niso bile uporabljene v nobenem delu mošeje.
- Notranjost
- del zadnje molilnice (polodprt del mošeje na severnem koncu)
- Stranska soba
- Pogled proti osrednjemu ivanu z minbarjem in mihrabom
- V sklopu kompleksa: mavzolej